# Adele Mara
Adele Mara, née Adelaide Delgado à Highland Park, Michigan, le 28 avril 1923, et morte le 7 mai 2010 à Pacific Palisades (Los Angeles), est une actrice américaine.

## Filmographie partielle

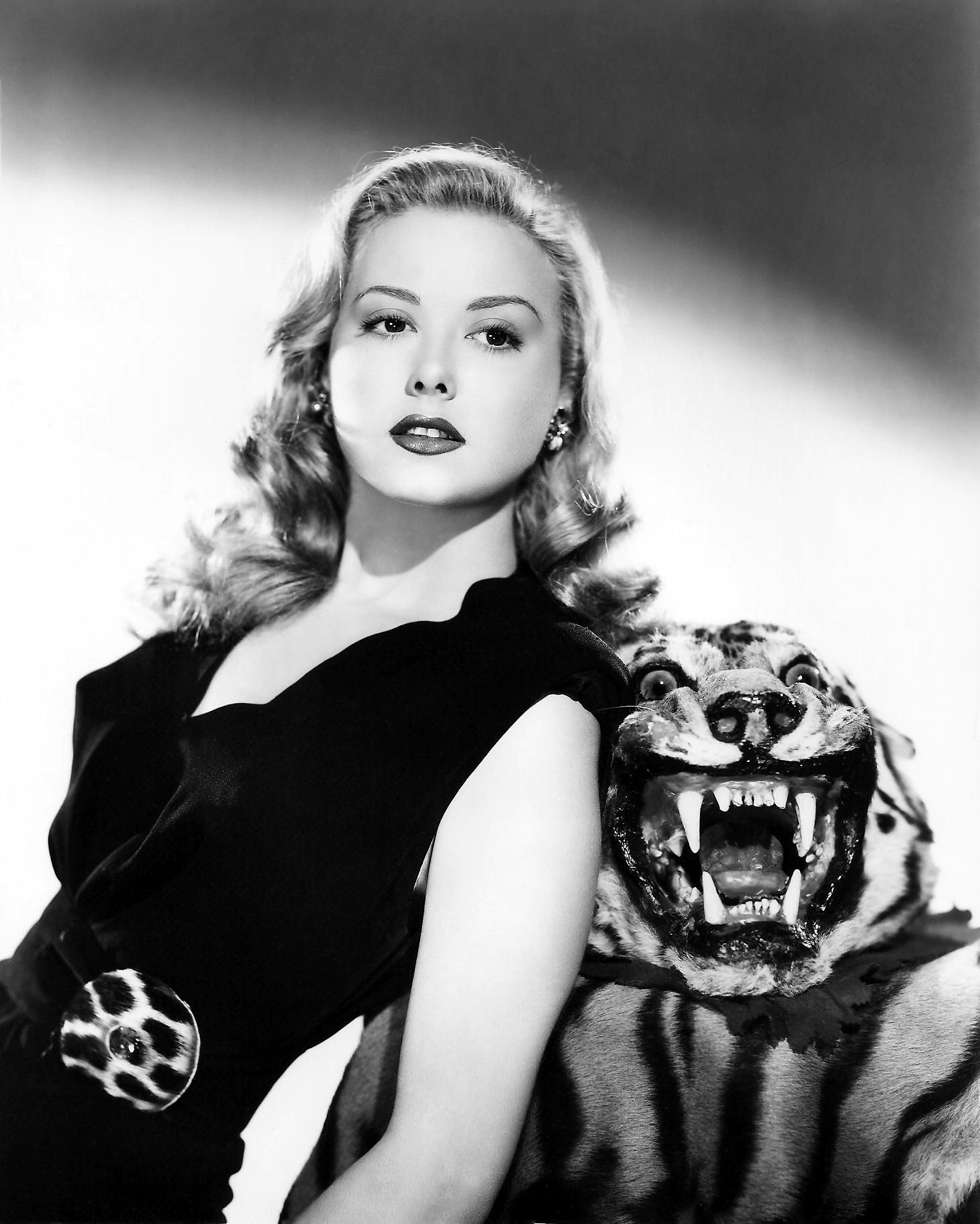
Photo promotionnelle pour The Tiger Woman (1945).

### Cinéma
- 1941 : Nuits joyeuses à Honolulu (Navy Blues) de Lloyd Bacon
- 1942 : Ô toi ma charmante (You Were Never Lovelier) de William A. Seiter : Lita Acuna
- 1943 : Reveille with Beverly de Charles Barton
- 1944 : Faces in the Fog de John English
- 1945 : Bells of Rosarita de Frank McDonald
- 1945 : The Tiger Woman (en) de Philip Ford
- 1946 : Je vous ai toujours aimé (I've Always Loved You) de Frank Borzage : Señorina Fortaleza
- 1947 : Blackmail de Lesley Selander
- 1948 : Le Réveil de la sorcière rouge (Wake of the Red Witch) d'Edward Ludwig : Raquel Chavez
- 1950 : La Ruée vers la Californie (California Passage) de Joseph Kane : Beth Martin
- 1950 : Mississippi-Express (Rock Island Trail) de Joseph Kane : Constance Strong
- 1950 : Iwo Jima (Sands of Iwo Jima) d'Allan Dwan : Allison Bromley
- 1950 : Le Mousquetaire de la vengeance (The Avengers) de John H. Auer : Maria Moreno
- 1953 : La Dernière Minute (Count the Hours) de Don Siegel
- 1956 : Les Échappés du néant (Back from Eternity) de John Farrow : Maria Alvarez
- 1959 : Le Cirque fantastique (The Big Circus) de Joseph M. Newman : Mama Colino

### Télévision
- 1957 : The Saga of Andy Burnett (série)